# Hippotion griveaudi
Hippotion griveaudi är en fjärilsart som beskrevs av Robert H. Carcasson 1968. Hippotion griveaudi ingår i släktet Hippotion och familjen svärmare. Inga underarter finns listade i Catalogue of Life.